# 한국야구대제전
한국야구대제전(韓國野球大祭典)는 2013년에 부활한 대한야구협회와 스포츠동아가 주최하는 아마추어 선수 및 현역선수 은퇴선수가 모두 참여하는 대회이다.

## 역대 우승교 및 결승전 결과
| 회수   | 연도 | 우승교   | 최우수선수       | 준우승교 |
| ------ | ---- | -------- | ---------------- | -------- |
| 1회    | 1979 | 경남고   | 김용희(경남고)   | 선린상고 |
| 2회    | 1980 | 경남고   | 김용희(경남고)   | 중앙고   |
| 3회    | 1981 | 인천고   | 임호균(인천고)   | 부산고   |
| 2013년 | 2013 | 동성고   | 윤도경(동성고)   | 성남고   |
| 2014년 | 2014 | 광주일고 | 김대우(광주일고) | 용마고   |
| 2015년 | 2015 | 경남고   | 이승호(경남고)   | 북일고   |
| 2016년 | 2016 |          |                  |          |

## 기록
- 최다 우승교 : 경남고등학교(3회)

## 참조
1. ↑  한국야구대제전, 다음달 포항서 개막 - 조이뉴스